# Meelis Rooba
Meelis Rooba (ur. 20 kwietnia 1977 w Kaaruka, Estonia) – były estoński piłkarz, a obecnie trener klubu Paide Linnameeskond. Podczas kariery zawodnika występował na pozycji pomocnika. W barwach reprezentacji Estonii w 50 meczach strzelił 4 gole. Rooba zadebiutował w reprezentacji Estonii 7 lipca 1996 roku w meczu przeciwko reprezentacji Łotwy.